# Aleksandra Shelton
Aleksandra Anna Shelton z domu Socha, primo voto Szelagowski (ur. 30 marca 1982 w Pabianicach) – polska i amerykańska szablistka, brązowa medalistka mistrzostw świata, mistrzyni Europy, mistrzyni Polski, olimpijka.

## Kariera sportowa
Zawodniczka AZS AWF Warszawa jest 6-krotną indywidualną mistrzynią kraju (1999, 2002, 2003, 2009, 2010, 2015). Na swoim koncie ma również indywidualny brąz wywalczony na mistrzostwach świata w Hawanie (2003). 
W 2000 roku zdobyła brązowy medal indywidualnie na mistrzostwach świata juniorów w South Bend. Na rozgrywanych rok później mistrzostwach świata juniorów w Gdańsku była trzecia drużynowo.
Wystartowała na igrzyskach olimpijskich w Atenach w 2004 roku, zajmując jedenaste miejsce w turnieju indywidualnym. Na rozgrywanych cztery lata później igrzyskach olimpijskich w Pekinie była szósta drużynowo i osiemnasta indywidualnie. Następnie była dziewiąta w rywalizacji indywidualnej na igrzyskach olimpijskich w Londynie w 2012 roku. Brała też udział w igrzyskach olimpijskich w Rio de Janeiro w 2016 roku, gdzie była szósta drużynowo i osiemnasta indywidualnie.
Na mistrzostwach Europy w Kopenhadze w 2004 roku wywalczyła złoto w turnieju indywidualnym. Indywidualnie zdobyła również srebrny medal na mistrzostwach Europy w Sheffield w 2011 roku oraz brązowe na mistrzostwach Europy w Legnano w 2012 roku i mistrzostwach Europy w Zagrzebiu w 2013 roku. Ponadto zdobywała drużynowo złoto na mistrzostwach Europy w Kijowie w 2008 roku, srebro na mistrzostwach Europy w Izmirze w 2006 roku oraz brąz na mistrzostwach Europy w Koblencji w 2001 roku.
W 2003 zajęła 19. miejsce podczas 69. Plebiscytu Przeglądu Sportowego na najlepszego sportowca Polski, oraz 3. miejsce dla najlepszego sportowca Wojska Polskiego w 2011 roku. W drużynie była wielokrotnie mistrzynią Polski.
Żołnierz Wojska Polskiego. Do 2012 służyła w 3 Batalionu Zabezpieczenia Dowództwa Wojsk Lądowych w Warszawie, a później w Centrum Szkolenia Łączności i Informatyki w Zegrzu.

## Życie prywatne
W 2017 r. urodziła syna, Henry’ego.
W 2018 r. wyszła drugi raz za mąż, przeprowadziła się do USA i zmieniła barwy narodowe, reprezentując Stany Zjednoczone.